# Tabory
Tabory (niem. Taabern) – wieś w Polsce, położona w województwie pomorskim, w powiecie sztumskim, w gminie Stary Dzierzgoń.

## Historia
Wieś wzmiankowana w dokumentach z roku 1306, jako wieś czynszowa na 40 włókach. Pierwotna nazwa Taberna najprawdopodobniej wywodzi się od łacińskiego słowa tabernay, oznaczającego karczmę. W księgach starostwa w Przezmarku w 1601 r. z wsi wymieniani są m.in. mieszkańcy: Kostkowie – dwóch Krzysztofów i Marcin. W roku 1782 we wsi odnotowano 31 domów (dymów), natomiast w 1858 w 46 gospodarstwach domowych było 397 mieszkańców. W latach 1937–39 było 327 mieszkańców. W roku 1973 wieś należała do powiatu morąskiego, gmina Stary Dzierzgoń, poczta Myślice.
W latach 1975–1998 wieś administracyjnie należała do województwa elbląskiego.